# Wilton Manors
Wilton Manors ist eine Stadt im Broward County im US-Bundesstaat Florida. Das U.S. Census Bureau hat bei der Volkszählung 2020 eine Einwohnerzahl von 11.426 ermittelt. Das Stadtgebiet hat eine Größe von 5,0 km². Wilton Manors ist auch bekannt als „Gay Village“.

## Geographie
Wilton Manors liegt etwa 30 km nördlich von Miami und wird von einem Seitenarm des Middle Rivers umschlossen. Die Stadt grenzt nördlich an Oakland Park sowie in den anderen Himmelsrichtungen an Fort Lauderdale. Das Stadtgebiet selbst umschließt noch die Gemeinde Lazy Lake.

### Klima
Das Klima ist mild und warm. Statistisch gibt es jedoch in den Sommermonaten ca. 50 % Regentage, auch wenn der Regen nicht den ganzen Tag andauert. Die höchsten Temperaturen sind im Mai bis Oktober, mit bis zu 33 °C. Die kältesten Monate von Dezember bis Februar mit durchschnittlich nur 12 °C. Schneefall ist in der Region nahezu unbekannt.

## Demographische Daten
Laut der Volkszählung 2010 verteilten sich die damaligen 11.632 Einwohner auf 7162 Haushalte. Die Bevölkerungsdichte lag bei 2326,4 Einw./km². 80,8 % der Bevölkerung bezeichneten sich als Weiße, 12,4 % als Afroamerikaner, 0,3 % als Indianer und 2,2 % als Asian Americans. 2,5 % gaben die Angehörigkeit zu einer anderen Ethnie und 1,9 % zu mehreren Ethnien an. 12,9 % der Bevölkerung bestand aus Hispanics oder Latinos.
Im Jahr 2010 lebten in 11,0 % aller Haushalte Kinder unter 18 Jahren sowie 21,1 % aller Haushalte Personen mit mindestens 65 Jahren. 28,0 % der Haushalte waren Familienhaushalte (bestehend aus verheirateten Paaren mit oder ohne Nachkommen bzw. einem Elternteil mit Nachkomme). Die durchschnittliche Größe eines Haushalts lag bei 1,82 Personen und die durchschnittliche Familiengröße bei 2,83 Personen.
11,0 % der Bevölkerung waren jünger als 20 Jahre, 24,3 % waren 20 bis 39 Jahre alt, 41,9 % waren 40 bis 59 Jahre alt und 22,7 % waren mindestens 60 Jahre alt. Das mittlere Alter betrug 47 Jahre. 63,1 % der Bevölkerung waren männlich und 36,9 % weiblich.
Das durchschnittliche Jahreseinkommen lag bei 50.313 $, dabei lebten 10,2 % der Bevölkerung unter der Armutsgrenze.
Wilton Manors besitzt mit 14 % nach Provincetown in Massachusetts den zweitgrößten Anteil homosexueller Paare in den Vereinigten Staaten.
Im Jahr 2000 war Englisch die Muttersprache von 78,52 % der Bevölkerung, spanisch sprachen 9,37 % und 12,11 % hatten eine andere Muttersprache.

## Verkehr
Wilton Manors wird von der Interstate 95 sowie von den Florida State Roads 811, 816 und 845 durchkreuzt bzw. tangiert. Unmittelbar östlich führt noch der U.S. Highway 1 an Wilton Manors vorbei.
Der nächste Flughafen ist der Fort Lauderdale Executive Airport, der nächste internationale Flughafen ist der Fort Lauderdale-Hollywood International Airport.

## Wirtschaft
Die größten Arbeitgeber der Stadt sind (Stand: 2018):
- City of Wilton Manors
- CSL Plasma
- Kids in Distress
- Marrinson Group
- Moss Construction
- Pace Center for Girls
- Publix Supermarkets
- Broward County School Board
- Somerset Charter School
- Wilton Manors Rehabilitation Center/Palm Court

## Schulen
- Wilton Manors Elementary School
- Wilton Manors Little Flowers Montessori School
- Weitere Weiterführende Bildungseinrichtungen gibt es im ca. 6 km entfernt liegenden Fort Lauderdale: das Keiser College (etwa 2800 Studenten), das Broward Community College (etwa 12.500 Studenten), das Art Institute (etwa 2500 Studenten), die Nova Southeastern University (etwa 12.500 Studenten). In Miami Shores befindet sich die Barry University (etwa 5700 Studenten) sowie in Miami das Miami Dade College mit etwa 25.300 Studenten.

## Bibliotheken
In der Stadt gibt es die Wilton Manors Public Library mit einem Bestand von etwa 20.000 Büchern, rund 770 Audio- und etwa 2.250 Video-Dokumenten.

## Kliniken
- North Ridge Medical Center, drei Kilometer entfernt in Fort Lauderdale
- St. Johns Rehabilitation Hospital, fünf Kilometer entfernt in Lauderdale Lakes
- Fort Lauderdale Hospital, fünf Kilometer entfernt in Fort Lauderdale

## Parks und Sportmöglichkeiten
Es gibt ein breites Angebot von verschiedenen Stadtparks sowie mehrere sportliche Einrichtungen sowie Spielwiesen und Möglichkeiten zum Camping und Grillen. 

## Religion
In Wilton Manors gibt es derzeit 27 verschiedene Kirchen aus zehn unterschiedlichen Konfessionen. Unter den zu einer Konfession gehörenden Kirchen ist die Baptistengemeinde mit fünf Kirchen am stärksten vertreten. Weiterhin gibt es sieben zu keiner Konfession gehörende Kirchen (Stand: 2004).

## Kriminalität
Die Kriminalitätsrate lag im Jahr 2010 mit 385 Punkten (US-Durchschnitt: 266 Punkte) im durchschnittlichen Bereich. Es gab vier Morde, 39 Raubüberfälle, 22 Körperverletzungen, 160 Einbrüche, 396 Diebstähle und 34 Autodiebstähle.

## Persönlichkeiten
- Brice Sensabaugh (* 2003), Basketballspieler
- Nancy Stafford (* 1954), Schauspielerin, Moderatorin und Autorin